# Броки, Джереми
Дже́реми Ра́сселл Бро́ки (англ. Jeremy Russell Brockie; 7 октября 1987, Крайстчерч) — новозеландский футболист, игравший на позиции атакующего полузащитника. Выступал за сборную Новой Зеландии.

## Клубная карьера
Футбольную карьеру Броки начал в полупрофессиональных командах новозеландских лиг «Нельсон Сабёрбс» и «Кентербери Юнайтед». В 2005 году впервые попал в команду Эй-лиги «Нью Зиланд Найтс», в дальнейшем чередовал полулюбительские новозеландские клубы с командами Эй-лиги, среди которых были «Сидней», «Норт Квинсленд Фьюри», «Ньюкасл Джетс» и «Веллингтон Феникс».
7 мая 2013 года Броки был взят в аренду клубом MLS «Торонто». За канадский клуб дебютировал 18 мая в матче против «Коламбус Крю». 3 июля в принципиальном поединке против другого канадского клуба «Монреаль Импакт» забил свой первый гол в североамериканской лиге. В конце августа срок аренды истёк и Броки вернулся в «Веллингтон Феникс».
4 декабря 2014 года подписал контракт с клубом чемпионата ЮАР «Суперспорт Юнайтед», присоединился к клубу 5 января 2015 года.
15 января 2018 года перешёл в «Мамелоди Сандаунз».
1 сентября 2019 года отправился в аренду в «Марицбург Юнайтед» на один сезон. Дебютировал в своём новом клубе 27 сентября в матче против «Чиппы Юнайтед».

## Национальная сборная
В национальной сборной Джереми Броки дебютировал 19 февраля 2006 года в матче со сборной Малайзии. Броки принимал участие в составе Новой Зеландии в чемпионате мира 2010.